# Río Luga
El  río Luga (en ruso: Лу́га; en votico: Laugaz) es un río que cruza los óblast de Nóvgorod y Leningrado en Rusia. El río nace en los pantanos de Tesovskij en el óblast de Nóvgorod, y desemboca en la bahía de Luga, en el golfo de Finlandia. Se congela a principios del mes de diciembre y permanece bajo hielo hasta los primeros días de abril. Sus principales afluentes son el río Oredezh (192 km) y el Yashchera. Ciertas partes del río Luga son navegables.
Las ciudades de Luga y Kingisepp están situadas a orillas del río. 